# Хал (Илиноис)
Хал (енгл. Hull) град је у америчкој савезној држави Илиноис.

## Демографија
По попису из 2010. године број становника је 461, што је 13 (-2,7%) становника мање него 2000. године.
| Група             | 2000.       | 2010.       |
| Белци             | 470 (99,2%) | 448 (97,2%) |
| Афроамериканци    | 0 (0,0%)    | 0 (0,0%)    |
| Азијати           | 0 (0,0%)    | 0 (0,0%)    |
| Хиспаноамериканци | 0 (0,0%)    | 6 (1,3%)    |
| Укупно            | 474         | 461         |